# Peter Arthur Diamond
Peter Arthur Diamond (Nova York, 29 d'abril de 1940) és un economista estatunidenc, conegut per la seva investigació sobre el deute públic, la seguretat social, el disseny d'imposts i el mercat de treball. Li fou atorgat el Premi del Banc de Suècia de Ciències Econòmiques en memòria d'Alfred Nobel el 2010, juntament amb Christopher A. Pissarides i Dale T. Mortensen, "per les seves anàlisis dels mercats amb friccions de cerca"'.

## Biografia
Nasqué a Nova York, el 29 d'abril de 1940. Es graduà en matemátiques per la Universitat Yale el 1960 i es doctorà en economia el 1963 per la Massachusetts Institute of Technology. Treballà com a Assistant Professor a la Universitat de Berkeley de 1963 a 1965 i és professor del Massachusetts Institute of Technology des de 1966. Ha fet estades a la Universitat de Cambridge, Nairobi, Universitat Hebrea de Jerusalem, Universitat d'Oxford, Universitat Harvard, Institut Universitari Europeu i a la Universitat de Siena.
Ha sigut president de la Econometric Society, de la American Economic Association i fundador de la Board of the National Academy of Social Insurance. Ha sigut editor del Journal of Economic Theory, Journal of Public Economics i de l'American Economic Review. És Research Associate del National Bureau of Economic Research des de 1991 i Research Fellow de CESifo. També ha sigut membre de diversos òrgans consultius sobre la seguretat social per al Congrés dels Estats Units. El 2010, el president Obama el va nominar per a ser membre de la Junta de Governadors de la Reserva federal però Diamond va haver de retirar la candidatura degut a l'oposició dels republicans.

## Contribució a la recerca econòmica
El seu article més conegut és National Debt in a Neoclassical Growth Model. En aquest article mostra que el mercat competitiu pot ser ineficient i en quines condicions el deute públic pot millorar el benestar de la població. El model teòric que desenvolupà per a analitzar aquest problema ha esdevingut la base per a l'anàlisi del deute públic, la seguretat social i la redistribució intergeneracional.
Part de la recerca de Peter Diamond s'ha centrat en l'anàlisi de les friccions de cerca i els seus efectes sobre la determinació dels preus i l'eficiència econòmica. Una de les anàlisis inicials de Diamond en aquest camp mostrava que la mera existència d'aquestes friccions no genera dispersió en els preus però dona tal poder de mercat als venedors que el preu que estableixen és el de monopoli. Aquest resultat es coneix com la “paradoxa de Diamond”. El fet que en el seu model no hi hagi dispersió en els preus ha motivat l'estudi d'aquesta qüestió en el cas particular del mercat de treball, i s'ha generat, així, tota una literatura sobre l'efecte de les friccions en les diferències salarials entre treballadors. Un altre aspecte que analitza és com les friccions de cerca poden conduir a problemes de coordinació. El seu treball, així com el de Mortensen i Pissarides, ha contribuït al desenvolupament de la teoria de la cerca, i a l'establiment d'un model conegut com a “model DMP”, que s'utilitza actualment per a l'anàlisi del mercat de treball.
Diamond també és conegut per les seves aportacions en el camp de les finances públiques i en l'anàlisi de mercats incomplets. Pel que fa a les finances públiques, la recerca desenvolupada amb James Mirrlees mostra el perjudici d'aplicar impostos sobre béns intermedis, i per tant, motiva l'aplicació d'impostos només sobre productes finals. D'altra banda, el seu estudi dels mercats incomplets s'ha centrat en l'anàlisi de l'eficiència econòmica d'aquests tipus de mercats. Posteriorment, ha continuat aquesta línia d'investigació, conjuntament amb James Mirrlees, per al cas particular de les assegurances de salut.
A més de les seves aportacions a la teoria econòmica, Diamond s'ha dedicat a l'anàlisi aplicada de polítiques, sobretot pel que fa a pensions i la seguretat social. En aquest àmbit ha escrit extensament sobre la situació als Estats Units però també sobre altres països com Xile i Xina.

## Premis i reconeixements
Fou elegit Fellow of the Econometric Society el 1968, Fellow de l'Acadèmia Americana de les Arts i les Ciències el 1978, membre de l'Acadèmia Nacional de Ciències dels Estats Units el 1984 i Distinguished CES Fellow el 2000. Va rebre la Guggenheim Fellow el 1966 i el 1983 i la Fulbright Fellow el 2000.
Fou guardonat amb el Mahalanobis Memorial Award el 1980, el Nemmers Prize el 1994, el Killian Award del MIT el 2003-4, el Samuelson Award del TIAA-CREF el 2003, el Jean-Jacques Laffont Prize el 2005, el Robert M. Ball Award 2008 i el Premi del Banc de Suècia de Ciències Econòmiques el 2010.

## Publicacions destacades
- Diamond, Peter «National Debt in a Neoclassical Growth Model» (en anglès). American Economic Review, 55, 5, 1965, pàg. 1126-1150.
- Diamond, Peter «A Model of Price Adjustment» (en anglès). Journal of Economic Theory, 3, 2, 1971, pàg. 156-168.
- Diamond, Peter «Aggregate Demand Management in Search Equilibrium» (en anglès). Journal of Political Economy, 90, 5, 1982, pàg. 881-894.
- Diamond, Peter; Mirrlees, James «Optimal Taxation and Public Production I: Production Efficiency» (en anglès). American Economic Review, 61, 1, 1971, pàg. 8-27.
- Diamond, Peter; Mirrlees, James «Optimal Taxation and Public Production II: Tax Rules» (en anglès). American Economic Review, 61, 3, 1971, pàg. 261-278.
- Diamond, Peter «The Role of a Stock Market in a General Equilibrium Model with Technological Uncertainty» (en anglès). American Economic Review, 57, 4, 1967, pàg. 759-776.